# Helikon-Oper
Die Helikon-Oper (russisch Геликон-Опера, Gelikon-Opera) ist ein in Moskau, Russische Föderation arbeitendes Opernensemble, das seit April 1990 besteht. Es wurde von Dmitri Bertman gegründet und hat sich bisher auf unkonventionelle Produktionen konzentriert. Chefdirigent ist Wladimir Ponkin.

## Spielstätten
Das Ensemble spielte bis zum Jahre 2006 in dem 250 Sitze fassenden Majakowski-Theater, dem früheren Ballsaal im Palast der kunstliebenden Familie Schachowskoi-Glebow-Streschnewa des 19. Jahrhunderts. Seit 2006 wurde dieses Theater, Helikon-1, „um- und ausgebaut“. Die Arbeiten wurden jedoch immer wieder durch bürokratische Störmanöver behindert, sodass das Ensemble jahrelang seine Aufführungen in anderen Moskauer Theatern durchführen musste. Derzeit spielt das Theater im Gebäude Neuer Arbat (Nowy Arbat) 11 mit der Bezeichnung Helikon-2, jedoch wird der Abschluss der Umbauarbeitenmit mit einem großen Fest an historischer Stätte im Oktober 2015 erfolgen.

## Aufführungen
- 1990: Mawra von Igor Strawinski
- 1992: Das hässliche Entlein von Sergei Sergejewitsch Prokofjew
- 1994: Undine von Pjotr Iljitsch Tschaikowski
- 1997: Kaffeekantate Musikalische Sitzung nach Johann Sebastian Bach, Inszenierung 2014: Oleg Ilyn.
- Rothschilds Violine von Weniamin Iossifowitsch Fleischmann
- Hin und zurück von Paul Hindemith
- Maddalena von Sergei Sergejewitsch Prokofjew
- 2001: Jolanthe von Pjotr Iljitsch Tschaikowski, Inszenierung: Denis Krief
- 2001: Macbeth von Giuseppe Verdi, Inszenierung: Denis Krief
- 2004: Dialogues des Carmélites von Francis Poulenc
- 2010: Mazeppa von Pjotr Iljitsch Tschaikowski
- 2011: Das Liebesverbot von Richard Wagner[1]
- 2012: Boris Godunow von Modest Petrowitsch Mussorgski in der von Dmitri Dmitrijewitsch Schostakowitsch 1940 für das Bolschoi-Theater in Moskau erarbeiteten Fassung
- 2012: Maltschischnik zum Internationalen Frauentag am 8. März 2012
- 2012: Back in the USSR – A Gala-Concert of Soviet songs, Künstlerische Leitung: Dmitry Bertman
- 2013: Die Fledermaus von Johann Strauss
- 2014: Gastspiel mit Un ballo in maschera von  Giuseppe Verdi, Birgitta-Festival, Tallinn, Estland
- 2014: Bauernkantate von Johann Sebastian Bach
- 2014: La belle Hélène von Jacques Offenbach
- 2015: Sadko von Nikolai Andrejewitsch Rimski-Korsakow
- 2016: Doktor Haas (über den Mediziner Friedrich Joseph Haass) von Alexej Sergumin, Libretto: Ljudmila Ulizkaja